# Böztal
Böztal est une commune suisse située dans le canton d'Argovie, au sein du district de Laufenburg.
La commune de Böztal a été créée le 1er janvier 2022, résultant de la fusion des communes de Bözen, Effingen, Elfingen et Hornussen.